# Rövarroman
Rövarroman är en litterär genre som uppkom mot slutet av 1700-talet, delvis inspirerad av Schillers drama Die Räuber. Dess huvudperson är den ädle rövaren, som stjäl från de rika och ger till de fattiga. Mest ryktbar var Rinaldo Rinaldini av Christian August Valpius (1797, översatt 1802).
Ett annat välkänt exempel är berättelsen om Robin Hood.